# Rainy merry-go-round
"Rainy merry-go-round" é o oitavo single da banda de rock Fanatic Crisis, lançado em 13 de maio de 1998 pela For Life Records. Foi música de encerramento do programa de televisão japonês Suzumunu! Denpa Shōnen.
Foi incluída no álbum de estúdio The.Lost.Innocent e na compilação de greatest hits THE BEST of FANATIC◇CRISIS Single Collection 01, lançada diante da separação da banda em 2005. Em 2023, três membros do Fanatic Crisis se reuniram e regravaram a canção, lançando-a no álbum Tenseism.

## Desempenho comercial
Alcançou a 15ª posição na Oricon Singles Chart e permaneceu na parada por cinco semanas. Estreou em 19° lugar na Billboard Japan.
Vendeu 73,050 cópias enquanto esteve na Oricon.

## Faixas
Todas as letras escritas por Tsutomu Ishizuki. 
| N.º            | Título                                    | Duração |  |
| 1.             | "Rainy merry-go-round"                    | 4:57    |  |
| 2.             | "dear myself"                             | 4:08    |  |
| 3.             | "Rainy merry-go-round" (Vox Less Version) | 4:58    |  |
| Duração total: | Duração total:                            | 14:00   |  |

## Ficha técnica
Fanatic Crisis
- Tsutomu Ishizuki − vocais
- Kazuya − guitarra solo
- Shun − guitarra rítmica
- Ryuji − baixo
- Tohru − bateria